# Bagrat III (roi d'Iméréthie)
Vous lisez un « bon article » labellisé en 2018.
Pour les articles homonymes, voir Bagrat III.
Bagrat III (en géorgien : ბაგრატ III, né le 23 septembre 1495 et mort en 1565) est le deuxième roi indépendant d'Iméréthie, un des trois royaumes géorgiens se partageant le pouvoir sur la Géorgie depuis 1490. Il est membre de la dynastie des Bagratides, au pouvoir dans le Caucase depuis le IXe siècle.
Bagrat III accède au trône à l'âge de 15 ans à la suite de la mort de son père. Jusqu'à la fin de son règne, il doit faire face à de nombreuses invasions de l'Empire ottoman, dont celles de 1512, 1543, 1545 et 1549. Ces invasions mènent à une large destruction de son royaume et au début de la fin d'un royaume fort en Géorgie occidentale. Alors qu'à l'apogée de son règne, Bagrat contrôle de larges territoires, il perd progressivement le contrôle de l'Abkhazie, du Samtskhe et, vers la fin de son règne, des principautés fortes de Gourie et de Mingrélie. Ses combats contre ses vassaux ne résultent en rien et, après 55 ans de règne, son royaume est réduit à sa capitale, Koutaïssi, et quelques provinces agricoles.
Bagrat III est connu pour ne pas s'être converti à l'islam, contrairement aux autres rois géorgiens de l'époque. Il pousse la construction de nouvelles églises et augmente l'influence du Catholicossat d'Abkhazie. Il est également connu pour avoir interdit l'esclavage, une pratique qui décime l'économie agricole de son royaume.

## Biographie

### Accession au trône

Carte de la Géorgie au début du XVIe siècle.

Bagrat Bagration est né le 23 septembre 1495 au sein de l'ancienne dynastie des Bagratides. Il est le fils aîné du roi Alexandre II et de sa femme, la reine Tamar. Peu d'informations existent sur l'enfance de Bagrat III, qui grandit dans le contexte des guerres contre le royaume géorgien voisin de Karthli et contre l'Empire ottoman.
En avril 1510, le roi Alexandre II meurt d'une maladie à Koutaïssi après une campagne contre des envahisseurs ottomans. À l'âge de 14 ans, Bagrat accède au trône d'Iméréthie, un royaume divisé, et prend le titre historique des souverains géorgiens : « Maître absolu, souverain dominateur des Abkhazes, des Raniens et des Kakhs, des Shahanshah, des Shirvanshah et des Arméniens, de tout l'orient, de l'occident, du sud et du nord, des deux trônes et royaumes de Likht-Imier et Likht-Amier. »
Dès le début de son règne, Bagrat doit faire face à une révolte de son frère cadet Vakhtang, qui, selon un classement offert par l'historien Marie-Félicité Brosset, aurait accédé au trône avec Bagrat en tant que Vakhtang II. En 1512, Vakhtang se réfugie en Karthli, où il est assiégé et vaincu par son frère à Mokhissi.
Après avoir renoncé aux conquêtes de son père en Karthli, Bagrat réussit à négocier une paix durable avec Vakhtang grâce à l'intervention du roi David X de Karthli.

### Premières attaques ottomanes
En 1512 (ou 1510 selon l'historien Kalistrat Salia), l'Empire ottoman se retourne à nouveau contre la Géorgie occidentale et forme une coalition avec la principauté indépendante de Samtskhe. Mzétchabouk Ier Jakéli, prince du Samtskhe, unit ses troupes à celles des Ottomans à Perseti, avant d'avancer vers l'Iméréthie durant l'été. Koutaïssi, la capitale, tombe sans effort et Bagrat III doit se réfugier dans les montagnes de Meskhétie. Durant cette première invasion, les Ottomans saccagent Koutaïssi, détruisent les villages voisins, et brûlent le monastère de Ghélati, où les anciens rois de Géorgie sont enterrés.
Le jeune roi, âgé de 17 ans, prépare une réponse dynamique et assemble ses troupes d'à travers le pays. Dès l'hiver, il parvient à repousser les Ottomans jusqu'au col de Zekari, où il menace d'isoler et d'encercler l'armée ottomane. Face à cette stratégie, les Ottomans sont forcés de retourner vers le sud et mettent un terme à leur invasion.
Toutefois, les attaques continuent partiellement dans le nord-ouest du royaume, où la tribu circassienne des Zygiens s'engage dans des attaques navales contre les ports d'Abkhazie et de Mingrélie. Les Zygiens sont, à l'époque, financés et influencés par le khanat de Crimée, un vassal important de l'Empire ottoman. Les pirates zygiens réduisent de nombreux Géorgiens en esclavage et les vendent sur les marchés turcs. Le roi Bagrat III décide de mettre un terme aux actes destructifs.
En janvier 1533, Bagrat lance une offensive contre les Zygiens avec l'aide des princes Mamia III de Mingrélie et Mamia Ier de Gourie. Durant la première bataille navale du 30 janvier au large de Gagra, les alliés géorgiens réussissent à vaincre les pirates circassiens. Mais le lendemain, une trahison des nobles abkhazes, menée par un certain Tsandia Inal-Ipa, se conclut par une large défaite géorgienne. Le prince de Mingrélie est tué durant la bataille, tandis que Mamia de Gourie est capturé par les Zygiens.
Bagrat III envoie le catholicos d'Abkhazie Malachia Ier négocier le retour du prince de Gourie et du corps de Mamia III de Mingrélie. La défaite des troupes géorgiennes marque la fin de la domination orthodoxe sur la partie nord-ouest de l'Abkhazie, où l'islam est propagé avec l'aide des Ottomans[réf. souhaitée].

### Politique intérieure

Édit royal de Bagrat III datant de 1512.

Après l'invasion ottomane de 1512, Bagrat III passe la première partie de son règne à restaurer les dommages causés au sein de Koutaïssi. Avec l'aide d'un certain Joseph Phanelidze, il rachète et fait reconstruire le monastère de Ghélati, qu'il confie à Phanelidze et à ses descendants. Il vend aussi les domaines et les terres autour de Ghélati à Phanelidze, qui promet d'entretenir le monastère et le village, tout en réservant au roi un accès sans limite pour la chasse.
En 1512, Bagrat III accepte l'avènement de Mamia III Dadiani comme prince de Mingrélie après la mort de Liparit II. Par tradition, Mamia Dadiani devient aussi le mandatour-oukhoutsessi, ou ministre de l'Intérieur, de Bagrat, tandis que Mamia Gourieli, qui devient aussi souverain vassal de Gourie en 1512, devient le commandant des troupes royales, ou amir-spassalari.
À la suite de la reconstruction de Ghélati, le roi transfère la capitale religieuse de l'Iméréthie : de Bitchvinta, le siège du Catholicossat d'Abkhazie devient Ghélati, pour donner plus de contrôle au roi (tandis que Bitchvinta se trouve au bord de la Mer Noire, au nord de l'Abkhazie, Ghélati se trouve dans les environs de la capitale, Koutaïssi) et en réponse à l'expansion de l'islam en Abkhazie. En 1519, il nomme Malachia Abashidze comme catholicos pour remplacer Étienne, qui était chargé de l'Église depuis 1490. Malachia reste catholicos jusqu'en 1540, après quoi le royaume oublie le nom des patriarches jusqu'à la nomination d'Eudemios Tchkheidze en 1557 par Bagrat III.
Parallèlement, le roi s'assure de rendre au peuple géorgien les terres ravagées par les Ottomans lors de l'invasion. Pour le remercier de sa loyauté, Bagrat III donne à Choochit Tchkheidze la gouvernance du Ratcha, dans le nord de l'Iméréthie. Bientôt, le roi Bagrat convoque un conseil des chefs religieux du catholicossat d'Abkhazie pour ordonner de nouvelles mesures contre l'esclavage des Géorgiens et condamner à la peine de mort quiconque participe à la traite d'esclaves. Malgré cette réforme, les Ottomans augmentent les pratiques esclavagistes dans leurs territoires et, après la mort de Bagrat III, ces mesures sont rapidement oubliées. Le conseil religieux codifie aussi de sévères punitions contre le vol et le meurtre.
Bagrat III entretient des relations tendues avec son voisin de Karthli. En 1520, il s'allie avec Mamia Ier de Gourie et Qvarqvaré V de Samtskhe pour envahir le Karthli afin de mettre un terme aux guerres entre le royaume et la Kakhétie. Dans un rare symbole d'unité géorgienne, Bagrat négocie une paix, ainsi que des frontières et un accord de défense commun entre le Karthli et la Kakhétie. En 1525, le symbole d'unité est préservé quand Léon Ier de Kakhétie et Georges IX de Karthli suivent Bagrat III à Jérusalem.
Toutefois, la situation change en mars 1526 quand Bagrat donne sa fille, Tamar, en mariage au prince Louarsab de Karthli, frère du roi et héritier du trône. Les deux s'allient et, en 1527, Bagrat envahit le Karthli, dépose Georges IX et place son gendre sur le trône. En échange, l'Iméréthie annexe toutes les terres à l'ouest de la rivière Prone, y compris les villes stratégiques de Sourami et Bordjomi. Les relations entre les deux royaumes restent tendues et chaotiques par la suite : dans les années 1530, sous pression des Ottomans, il rend les territoires conquis au roi Louarsab en échange de son appui militaire, tandis qu'en 1546, Bagrat III est l'un des souverains géorgiens (avec Kai-Khosrov II de Samtskhe et Léon Ier de Kakhétie) qui se soumet au chah séfévide Tahmasp Ier à Akhalkalaki et propose son aide pour attaquer le Karthli, en échange d'une protection persane contre les envahisseurs ottomans.

### Guerre au Samtskhé
Durant l'été 1534, les Ottomans entrent en guerre contre la Perse séfévide pour prendre contrôle du Chirvan. Pour atteindre Tabriz, Soliman le Magnifique traverse le Samtskhe et en profite pour mettre un terme à une révolte nobiliaire locale et former une alliance avec le prince Qvarqvaré V. Cette situation force Bagrat III à rassembler ses troupes pour empêcher l'expansion ottomane à sa frontière.
En 1535, le roi rassemble ses troupes et s'unit avec ses vassaux de Mingrélie et de Gourie pour envahir le Samtskhe. Le 12 août, l'armée de Bagrat III approche Akhalkalaki et affronte Qvarqvare V durant la bataille de Mourdjakhethi. Le prince de Samtskhe est tué et la principauté est annexée par Bagrat III, tandis que le jeune fils de Qvarqvare V, Kai-Khosrov, se réfugie à Constantinople. De ses nouveaux territoires, Bagrat III offre la Djavakhétie à Louarsab Ier de Karthli pour améliorer les relations entre les deux royaumes géorgiens. Mamia III de Gourie reçoit l'Adjarie et la Tchaneti de la part de Bagrat, tandis que l'aide apportée par la Mingrélie reste sans don.
Malgré sa victoire, Bagrat III doit bientôt faire face à une réponse des Ottomans. Le 4 juillet 1536, Mehmed Khan, beylerbey d'Erzurum, organise une riposte contre les Géorgiens et envahit le Samtskhe, menant à la perte de plusieurs villes géorgiennes en Tao-Klardjeti, dont Artvin et Narman. Pour la première fois, les Ottomans annexent des territoires géorgiens et imposent une gouvernance turque et islamique à la population orthodoxe locale, signalant une nouvelle politique agressive contre l'Iméréthie.

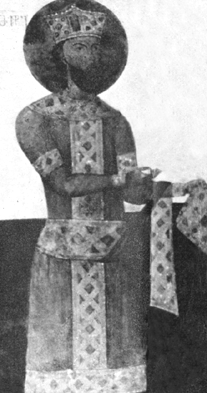
Peinture murale de Bagrat III au monastère de Zarzma en Samtskhe.

À la suite de leur invasion, les Ottomans pillent les églises et villages géorgiens pendant plusieurs années. Pour mettre un terme aux attaques, Bagrat III rencontre le chah persan Tahmasp Ier pour lui offrir sa soumission en échange d'une aide militaire au Samtskhe, demande refusée par l'empereur qui fait, néanmoins, de nombreuses présents au roi d'Iméréthie. En 1543, le général ottoman Mousa Pasha retourne au Samtskhe avec une armée de 60 nobles et 22 000 soldats et force Bagrat à capituler après l'utilisation de canons sur des villages sans défense. Le roi envoie des offrandes et les clés de la ville d'Oltu, après quoi les Ottomans quittent la région, laissant derrière eux un bastion de soldats et un canon.
Bagrat III et ses troupes rompent le cessez-le-feu immédiatement, récupèrent Oltu et prennent possession du canon ottoman. Renforcé par un détachement de Gourie, le roi Bagrat poursuit les Ottomans et les décime à Karaghak, tuant Mousa Pasha.
Durant l'été 1545, l'Empire ottoman envoie une large armée, dirigée par les gouverneurs d'Erzurum et de Dyarbakir, contre l'Iméréthie pour venger la défaite de Karaghak. Bagrat III fait de nouveau appel à ses alliés, mais Léon Ier de Mingrélie refuse d'intervenir après avoir été privé d'offrandes à la suite de son aide durant la bataille de Mourdjakhethi. Bagrat, Louarsab de Karthli et Mamia de Gourie font face aux Turcs près du village de Sokhoïsta, où ils sont vaincus après la trahison des soldats géorgiens du Samtskhe, qui avaient été privés de leur droit traditionnel de mener la bataille.
Bagrat III perd le contrôle du Samtskhe, que les Ottomans donnent à Kai-Khosrov Jakéli. Le roi tente à plusieurs reprises de reprendre le Samtskhe mais est vaincu en 1546 et en 1553, durant une campagne qui lui permet de récupérer l'Icône de la Vierge d'Atskuri pour la placer à Koutaïssi. Il compte aussi sur l'aide des Européens, mais son seul contact avec l'Ouest reste une lettre du Pape Paul III adressée à Louarsab de Karthli remerciant Bagrat et Louarsab pour leurs efforts contre les musulmans et promettant l'envoi d'ambassadeurs catholiques en Géorgie.
La perte du Samtskhe par Bagrat III mène à l'islamisation progressive de la région. Au XVIIe siècle, les princes de la région perdent leur autonomie et reçoivent le titre de « Pacha d'Akhalkalaki ». Au XVIIIe siècle, le Samtskhe est complètement annexé par l'Empire ottoman.

### Révolte des nobles
Bagrat III comprend qu'une victoire contre les Ottomans ne peut être obtenue qu'après l'unification totale de la Géorgie occidentale et commence à mettre fin de l'insubordination de ses vassaux dès la perte du Samtskhe. En 1546, il invite Léon Ier Dadiani, prince de Mingrélie, à Khoni pour une conférence de paix durant la saison de chasse, mais le capture après avoir fait la fête ensemble. Léon est emprisonné dans le clocher du monastère de Ghélati et le roi tente d'annexer la Mingrélie immédiatement. Il fait alors appel à Rostom de Gourie pour envahir et se partager les domaines de Léon.
Le prince de Gourie, se méfiant des intentions de Bagrat III, refuse l'invitation et demande la libération du souverain de Mingrélie. Parallèlement, Kai-Khosrov Jakéli, l'atabeg de Samtskhe, soudoie Khophilandre Tchkheidze, un des conseillers royaux, pour libérer Dadiani et le transporter jusqu'à Akhaltsikhé. Avec l'aide de Rostom de Gourie, Léon rejoint sa capitale, Zougdidi, et reprend le pouvoir sur sa région. C'est à ce moment que Léon de Mingrélie déclare son indépendance de l'Iméréthie et accepte la souveraineté de l'Empire ottoman sur sa principauté.

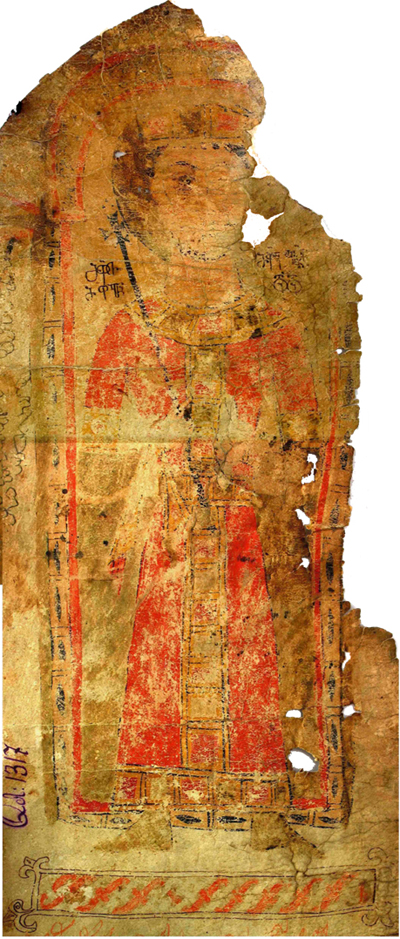
Bagrat III représenté sur un billet d'offrande à la famille des Cherguiladze.

En 1549, les Ottomans retournent en Géorgie et envahissent la Tchanethi et l'Adjarie, régions sous domination de la Principauté de Gourie. Rostom de Gourie fait alors appel à Bagrat III et à Léon de Mingrélie pour recevoir de l'aide militaire, et Bagrat envoie un détachement de 500 hommes sous le commandement de son frère Vakhtang. En secret, le roi d'Iméréthie ordonne à son frère d'empêcher une alliance militaire entre la Mingrélie et le Gourie, à la suite de quoi Vakhtang parvient à convaincre les Mingréliens de faire demi-tour, pendant que les Turcs prennent et annexent Gonio et Batoumi. Pendant 50 ans, Batoumi devient le centre de plusieurs batailles entre le Gourie et l'Empire ottoman.
À la suite de cet échec et de la manipulation de Bagrat III, Rostom de Gourie déclare à son tour son indépendance de l'Iméréthie, affaiblissant l'économie et la force militaire de Koutaïssi. Le royaume de Bagrat III devient bientôt le plus faible des trois royaumes géorgiens. En 1553, on retrouve Léon Dadiani et Rostom le Gouriel dans l'entourage personnel du pacha ottoman d'Erzurum.

### Fin de règne
Durant les dernières années de son règne, Bagrat III doit continuer à affronter les envahisseurs ottomans et séfévides. Notamment, lors d'une invasion persane échouée en Samtskhe, le roi d'Iméréthie réussit à capturer le chah Tahmasp Ier et le libère après de nombreuses offrandes. En août 1549, l'ambassadeur français à Constantinople Gabriel de Luetz, baron d'Aramon mène une expédition turque en Iméréthie et détruit 25 forteresses dans la région de Vani en une semaine, affaiblissant sérieusement Koutaïssi ; le baron d'Aramon avait reçu l'ordre d'aider les Ottomans dans le Caucase en échange de l'aide de Constantinople contre les Habsbourg d'Autriche.
Le 29 mai 1555, l'Empire ottoman et la Perse acceptent de se diviser la Transcaucasie durant la Paix d'Amasya. Sans son accord, Bagrat III se retrouve dans la sphère d'influence ottomane, marquant un échec diplomatique pour le roi, qui utilisait la guerre entre les empires musulmans pour préserver la paix au sein de son royaume. En quelque temps, Soliman le Magnifique ordonne une imposition sévère sur l'Iméréthie et donne au pays le surnom de « Tête-Nue » pour symboliser les ravages causés par les Turcs.
Affaibli et sans aide militaire, le roi décide d'envahir Sourami, située en Karthli et dans la sphère d'influence séfévide, pour semer le désordre sur la Paix d'Amasya, mais son opération échoue et Bagrat est obligé de mettre un terme à ses tentatives militaires.
Bagrat III meurt en 1565 après 55 ans de règne. Il est enterré au monastère de Ghélati, qu'il avait fait reconstruire au début de son règne. Son fils aîné, Georges II, lui succède sur le trône.

## Famille
Peu de détails existent sur la vie personnelle. À une date inconnue, il épouse une certaine Hélène, qui meurt en 1548. Ensemble, ils ont cinq enfants :
- Georges Bagration (mort en 1585), roi d'Iméréthie (1565-1585) ;
- Alexandre Bagration ;
- Constantin Bagration (mort en 1587), usurpateur au trône d'Iméréthie (1585-1587) ;
- Teïmouraz Bagration (né avant 1517) ;
- Tamar Bagration (morte en 1556), épouse du roi Louarsab Ier de Karthli.

Par le mariage de sa fille Tamar au roi de Karthli, Bagrat III est l'ancêtre direct des rois géorgiens de Karthli, de Kakhétie et de Kartl-Kakhétie.
Il est possible que le roi ait pris une seconde épouse après la mort d'Hélène. En effet, l'historien français Marie-Félicité Brosset nous fait part d'une inscription sur une croix offerte au patriarche du Catholicossat d'Abkhazie Evdémon Ier Tchkheidzé par la reine Martha, femme de Bagrat III. Evdémon Ier est nommé patriarche en 1557.

## Héritage
Bagrat III règne durant une période instable de l'histoire géorgienne. Tandis que la Géorgie médiévale est un royaume puissant et vit un âge d'or, la première moitié du XVIe siècle représente le début de la désintégration nationale. La Géorgie est divisée, les rois se font la guerre, les vassaux se révoltent contre leurs suzerains et les puissances musulmanes envahissent l'Iméréthie constamment. Toutefois, Bagrat III réussit à promouvoir la religion orthodoxe dans ses domaines.

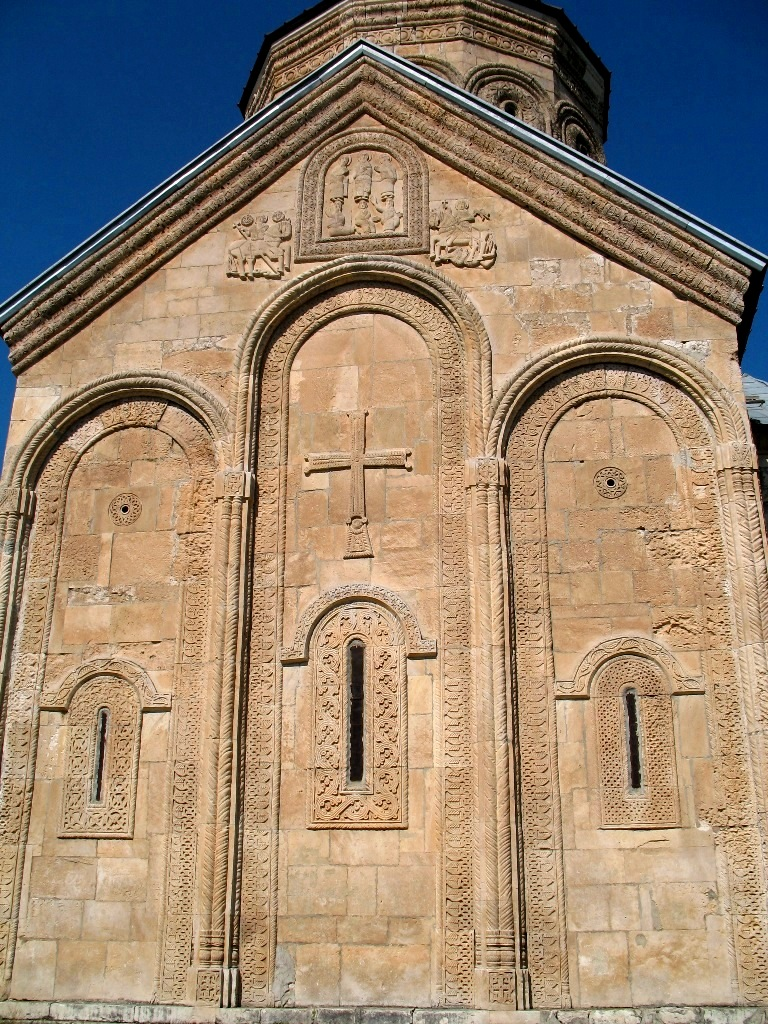
Cathédrale de Nikortsminda.

En 1512, il fait reconstruire le monastère de Ghélati. En 1529, il organise une nouvelle structure du Catholicossat d'Abkhazie et crée les évêchés de Ghélati et de Khoni. En 1534, il fait reconstruire la cathédrale de Nikortsminda, qu'il consacre en siège d'un autre évêché.
Toutefois, l'économie de son royaume reste misérable. D'après l'historien Nodar Assatiani, le règne de Bagrat III coïncide avec une série de nouveaux impôts sur le vin, le blé et les bovins, payés à l'Église et au roi. La couronne devient largement impopulaire quand Bagrat refuse de mettre un terme à la tyrannie des petits nobles et l'économie agricole s'effondre à la suite des ravages causés par les Turcs et par le commerce d'esclaves géorgiens par les envahisseurs.
Après le règne de Bagrat III, la population d'Iméréthie est décimée par la migration vers l'Abkhazie et vers les régions montagnardes du Caucase, où l'influence royale et ottomane est oubliée.

## Hommage
En 2015, la série télévisée américaine Reign : Le Destin d'une reine fait le portrait d'un jeune roi d'Iméréthie de 15 ans dont le père meurt au début du XVIe siècle et qui doit retourner dans son royaume pour être couronné. Il est probable que ce roi soit Bagrat III, qui devient roi à 15 ans au début du XVIe siècle. L'acteur Charles Vandervaart joue le rôle du jeune roi.